# Königsbronner Hof

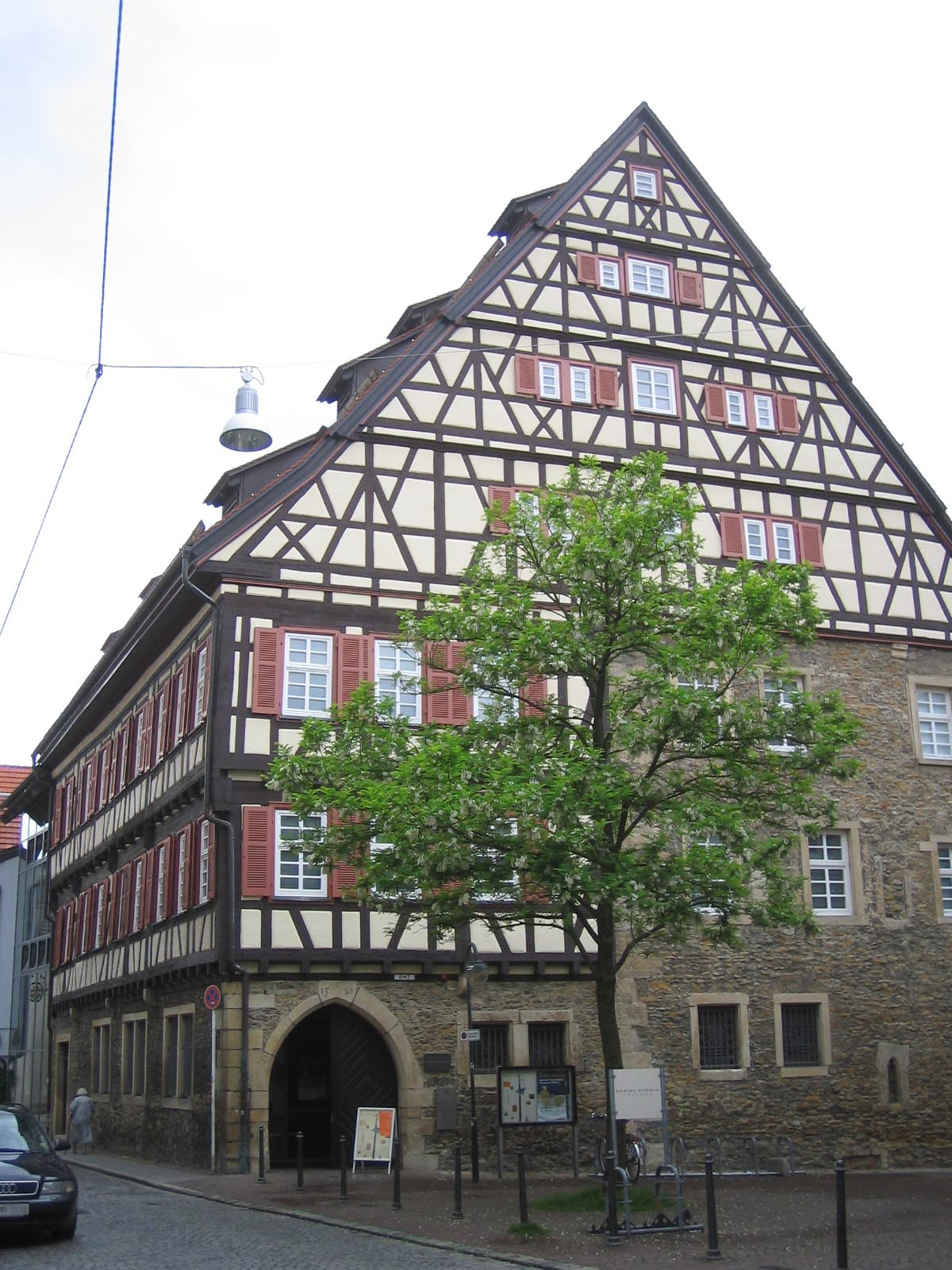
Königsbronner Hof

Der Königsbronner Hof war der Pfleghof des Zisterzienserklosters Königsbronn in der Reichsstadt Reutlingen. Das Gebäude an der Oberamteistraße 22, Rebentalstraße 9–13 stammt aus dem Jahr 1537,  geht aber im Kern auf einen im 13. Jahrhundert errichteten steinernen Wohnturm zurück, dessen damaliger Bauherr und Bewohner unbekannt sind. Heute beherbergt das Gebäude das Reutlinger Heimatmuseum.

## Lage und Umgebung
Die heutige Rebentalstraße und ein Stück der Kanzleistraße zwischen Reutlinger Marktplatz und Oberamteistraße wurden im Mittelalter als „Judengasse“ bezeichnet.

## Baubeschreibung

### Steinhaus-Bau; Bauherr unbekannt (1278)
Der Kernbau entstand 1278. Die Bauzeit konnte anhand eingemauerter Gerüsthölzer festgestellt werden. So stammten die Hölzer von Winterfällungen aus den Jahren 1277/78. Bauherr und Inhaber des Steinhauses sind unbekannt. Dass das dort 1278 erbaute Steinhaus tatsächlich schon damals als Pfarrhaus genutzt wurde, kann urkundlich nicht bewiesen werden.

### Fachwerk-Erweiterung und Umbau durch Abt Melchior (1537)
Wann genau das Steinhaus mit unbekannter Vorgeschichte an das Kloster kam, ist nicht bekannt.
1537 wurde ein Erweiterungsbau durch Abt Melchior von Königsbronn als dreigeschossiger Fachwerkbau erbaut. Dabei entstand eine Stube im ersten und zweiten Obergeschoss an der Nordost-Ecke. Im Erdgeschoss des Steinhauses entstand ein kleiner Kapellenraum mit Kreuzrippengewölbe als Kapelle für den Abt. Bauherr  „dis gegenwärtig[en] haus[es] spampt des newen gewlbs“  sei Abt Melchior Ruoff, so die Inschrift an der Wand der so genannten Kapelle. Die Steinmetzzeichen stammen von dem Reutlinger Baumeister Hans Huber. Das alte Steinhaus wurde auch der Turm genannt.

### Umbauten unter Württemberg (ab 1588)
1588 gab Österreich seine Ansprüche auf die Schirmherrschaft über das Kloster Königsbronn auf und das Kloster wurde aufgehoben. So wurde Württemberg neuer Herr über das ehemalige Kloster.
Um 1600 ließ Württemberg im zweiten Obergeschoss eine offene Halle mit vier Stützen in der Mittelachse errichten. Das Gebäude wurde nun  „Altes unteres Steinhaus“  genannt, als 1604/05 der Dachstuhl neu gerichtet wurde. Um 1630 galt das Gebäude als  „ein Hohes Hauss“, das auf einem großen Hausplatz mitten in der Stadt und umgeben von einer Mauer. Das Steinhaus wird dabei als hoher Wohnturm gänzlich aus Stein beschrieben, in dem der Abt gelebt habe. Von 1741 bis 43 wurde über beiden Bauteilen des Gebäudes ein neus gemeinsames dreistöckiges Dachwerk aufgeschlagen, nach Plänen des fürstlichen Baumeisters Meyer. 1807 wurde das Haus zum Oberamtsgebäude bestimmt.

### Privater und städtischer Besitz (ab 1876)
1876 wurde das Oberamt verlegt und das Gebäude gelangte in Privatbesitz. 1904 wurden die Gebäude von der Stadt Reutlingen erworben, die sie durch Stadtbaumeister Carl Haid renovieren ließ.

### Umbauten im Dritten Reich (ab 1938)
Die original erhaltenen Holzeinbauten wurden in der Zeit des Nationalsozialismus in den Jahren 1938/39 vollständig entfernt, dazu gehörte auch der original erhaltene große Gewölbekeller. Im Jahre 1939 wurde die stadtgeschichtliche Sammlung in das Steinhaus mit Fachwerkausbau gebracht, das seitdem als Reutlinger Heimatmuseum dient.